# Сините планини
Сините планини или както са известна още с името Еред Луин са планинската верига, която образува източната граница на Белерианд през Първата епоха. Там се намирали градовете на джуджетата Ногрод и Белегост.